# VAG Verkehrs-Aktiengesellschaft Nürnberg
Die VAG Verkehrs-Aktiengesellschaft Nürnberg ist ein Tochterunternehmen der Städtischen Werke Nürnberg, die wiederum ein Eigenbetrieb der Stadt Nürnberg sind. Sie ging im Jahr 1959 aus den früheren Städtischen Werken Nürnberg – Verkehrsbetriebe hervor, die bis zu diesem Zeitpunkt für das ÖPNV-Netz in den Städten Nürnberg, Fürth und Erlangen verantwortlich war.
Die VAG versorgt heute mit U-Bahnen, Straßenbahnen, Bussen sowie Leihrädern den öffentlichen Personennahverkehr in Nürnberg. Sie ist Mitglied des Verkehrsverbund Großraum Nürnberg (VGN), daher unterliegen sämtliche von der VAG betriebenen Linien dem VGN-Verbundtarif.

## Geschichte

### Nürnberg-Fürther Straßenbahn-Gesellschaft
Am 12. April 1881 erhielt der Bremer Kaufmann Heinrich Alfes eine auf 40 Jahre lautende Konzession für den Bau und Betrieb einer Pferdebahn in Nürnberg und Fürth. Die erste Linie wurde am 25. August 1881 auf der Strecke Staatsbahnhof (heute Hauptbahnhof) – Lorenzkirche – Plärrer – Bauerngasse eröffnet. Die „Nürnberg-Fürther Straßenbahn-Gesellschaft“ befand sich zunächst in Privatbesitz des Gründerkonsortiums, wurde aber auf Grund der Konzession am 16. Januar 1883 in eine Aktiengesellschaft umgewandelt. Bis zum 1. Juni 1892 wurde das geplante Pferdebahngrundnetz realisiert und der erste regelmäßige Fahrplan eingeführt. In den Jahren 1896 bis 1898 wurde schrittweise der elektrische Betrieb eingerichtet.

### Nürnberg-Fürther Straßenbahn
Am 6. Juni 1903 ging die privatrechtliche „Nürnberg-Fürther Straßenbahn-Gesellschaft“ nach längerem Rechtsstreit um den Bau neuer Strecken endgültig in den Besitz der Stadt Nürnberg über. Die Stadt Nürnberg führte damit den Straßenbahnbetrieb in eigener Regie unter der Bezeichnung „Nürnberg-Fürther Straßenbahn“ durch. Die Übernahme des Straßenbahnbetriebes durch die Stadt Nürnberg führte schließlich in der Folgezeit bis 1914 zu einem massiven Ausbau des Streckennetzes. Bis zum Ausbruch des Ersten Weltkrieges erreichte das Nürnberger Straßenbahnnetz seine Grundstruktur, das es bis zur Eröffnung der U-Bahn in die Nürnberger Altstadt im Jahr 1978 nur unwesentlich verändern sollte. Am 15. Januar 1923 wurde zur Ergänzung des Straßenbahnbetriebes der neue Betriebszweig Kraftomnibus eingerichtet.

### Städtische Werke Nürnberg, Abteilung Straßenbahn
Am 1. April 1934 wurde die kaufmännische Verwaltung aller städtischen Werke unter einem Kaufmännischen Direktor zusammengefasst. Danach führte die „Nürnberg-Fürther Straßenbahn“ auch die Bezeichnung „Städtische Werke Nürnberg, Abteilung Straßenbahn“. An den Fahrzeugen und in den Fahrplänen wurde aber unverändert die Bezeichnung „Nürnberg-Fürther Straßenbahn“ verwendet.

### Werke und Bahnen der Stadt der Reichsparteitage Nürnberg, Straßenbahn
Nach einer weiteren organisatorischen Neugestaltung trug das Unternehmen ab dem 6. Februar 1939 schließlich den Namen „Werke und Bahnen der Stadt der Reichsparteitage Nürnberg, Straßenbahn“. Bis zum 31. März 1942 lag die technische Aufsicht beim Reichsbevollmächtigten für Bahnaufsicht unter der Leitung der Reichsbahndirektion Nürnberg, nach dem 1. April 1942 schließlich beim Bevollmächtigten für den Nahverkehr Nürnberg-Fürth.

### Werke und Bahnen der Stadt Nürnberg, Straßenbahn
Nach Ende des Zweiten Weltkrieges führte das Unternehmen die neue Bezeichnung „Werke und Bahnen der Stadt Nürnberg, Straßenbahn“.

### Städtische Werke Nürnberg – Verkehrsbetriebe
Am 1. Dezember 1945 erfolgte die Umbenennung in „Städtische Werke Nürnberg – Verkehrsbetriebe“. Aber für das Straßenbahnsystem sowie in allen Veröffentlichungen und an den Fahrzeugen wurde weiterhin die Bezeichnung „Nürnberg-Fürther Straßenbahn“ verwendet.

### VAG Verkehrs-Aktiengesellschaft
Die bisher den Städtischen Werken Nürnberg angehörigen Verkehrsbetriebe wurden am 28. Dezember 1959, rückwirkend zum 1. Januar 1959 durch Einbringung des Vermögens in die von den übrigen Werken getrennte „VAG Verkehrs-Aktiengesellschaft“ überführt, deren Aktien sich jedoch vollständig in der Hand der Städtischen Werke Nürnberg GmbH befanden. Vorausgegangen war der Stadtratsbeschluss vom 17. Dezember 1958, den bisher unter der Bezeichnung „Städtische Werke Nürnberg – Verkehrsbetriebe“ geführten Betrieb in drei eigenständige Gesellschaften aufzuteilen. Die Bezeichnung „Nürnberg-Fürther Straßenbahn“ wurde an den Straßenbahnwagen noch bis zur Einstellung des Straßenbahnbetriebes nach und in Fürth im Jahr 1981 verwendet, danach wurde auch an den Straßenbahnwagen der Schriftzug „VAG Verkehrs-Aktiengesellschaft Nürnberg“ angebracht, bei den Omnibussen war das schon seit 1959 der Fall.
Am 29. November 1968 wurde mit den Erlanger Stadtwerken (ESTW) ein Vertrag zur Verkehrsdurchführung geschlossen, so dass der Busbetrieb bis 2012 von der VAG im Auftrag der ESTW durchgeführt wurde. Seit 2013 führt die ESTW Stadtverkehr GmbH den Erlanger Stadtverkehr selbstständig durch. Die Stadt Fürth hatte in Form der „Stadtwerke Fürth – Verkehrsbetriebe“ zum 1. Januar 1969 eine eigene Konzession zum Betrieb von Straßenbahn- und Omnibuslinien erworben und die auf ihrem Stadtgebiet fahrenden Buslinien nach und nach von der VAG übernommen. Das Straßenbahn-Netz wurde bis zur Einstellung am 20. Juni 1981 weiterhin von der VAG betrieben.

## Unternehmen

### Kapital
Das Grundkapital betrug am 17. Dezember 1959 25 Mio. DM. Es wurde am 6. April 1981 auf 75 Mio. DM und infolge der Einführung des Euros am 17. Juni 2002 geringfügig auf 38,4 Mio. € erhöht.

### Struktur
Zum 1. Juli 2005 erfolgte die Umstrukturierung der VAG in eine Holding mit sieben Geschäftsbereichen und vier Tochterunternehmen:
- Geschäftsbereiche: Fahrausweismanagement, Planung und Kundenangelegenheit, Steuerung Betrieb, Fahrpersonal und Service, Fahrweg, Werkstatt Bus und Werkstatt Schienenfahrzeuge
- Tochterunternehmen: Bus Nürnberg GmbH, Stadtbus Fürth GmbH, Erlanger Stadtbus GmbH und Schienenverkehr Nürnberg GmbH

### Personen
Vorstand: Tim Dahlmann-Resing (Vorsitzender, Technik und Marketing), Magdalena Weigel (Personal und Soziales)
Ehemalige Vorsitzende: Josef Ipfelkofer, Fritz Vogel, Wilhelm Deinzer (bis 1982), Lothar Netter (1982–1992), Wolfgang Krug (1992–1997), Herbert Dombrowsky (1997–2010), Josef Hasler (2010–2022)
Technischer Vorstand: Tim Dahlmann-Resing (seit 2016)

Ehemalige technische Vorstände: Wilhelm Petersen (bis 1965), Wilhelm Wacker (1965–1970), Heinrich Eugen Dillmann (1970–1986), Wolfgang Krug (1986–1992), Rainer Müller (1992–2012), Michael Richarz (2012–2016)

### Projekte
Seit 2004 bildet die VAG Schüler mit der Polizei zusammen zum Coolrider aus.

## Verkehrsmittel

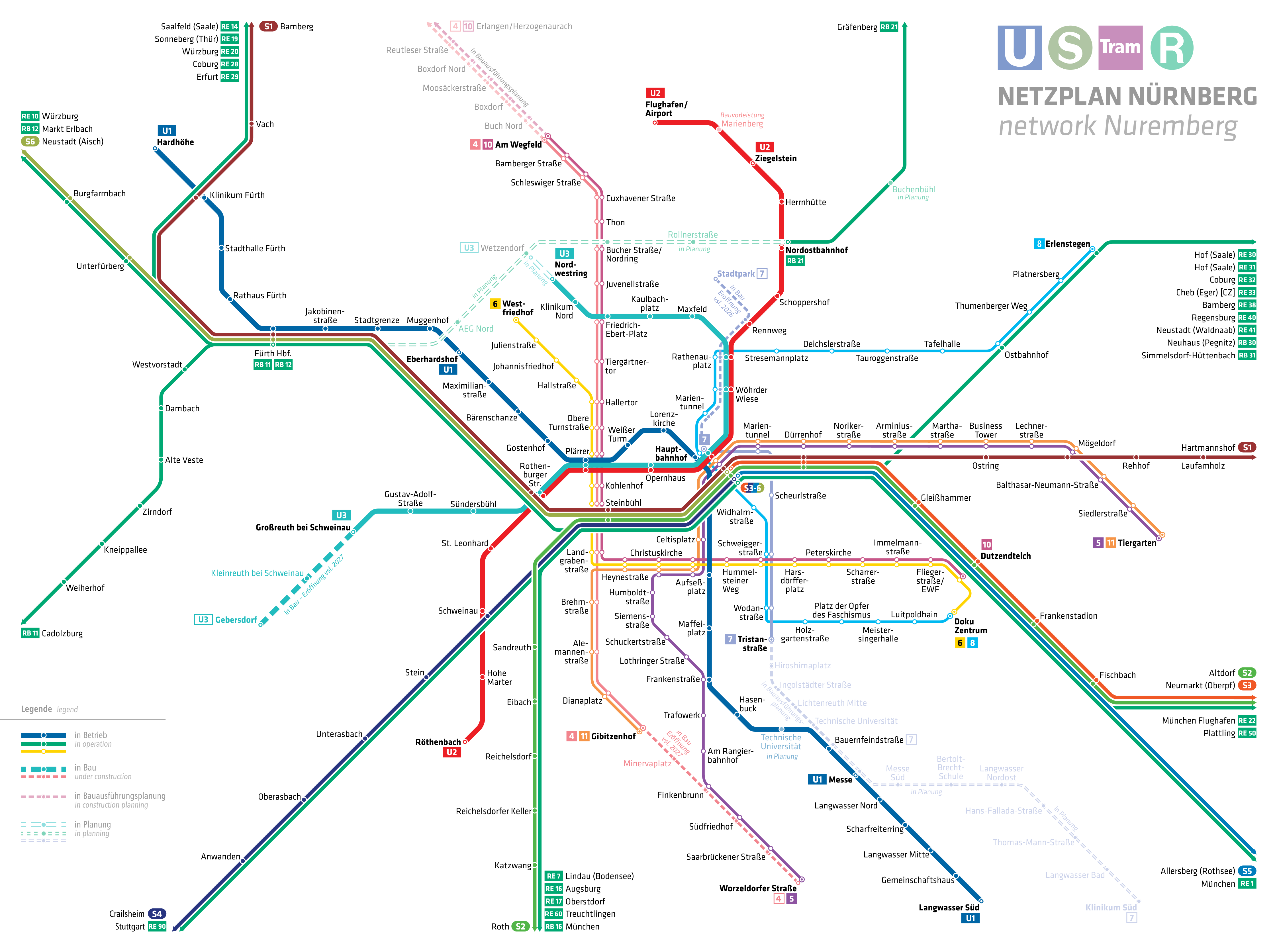
Schienenverkehrsnetz Nürnberg

### Bus
Die 56 Stadtbuslinien bedienen fast alle Stadtteile und reichen teilweise bis nach Fürth, Erlangen oder Schwabach. Die einzelnen Linien übernehmen meist Zubringerfunktionen zu U- und S-Bahn sowie zur Straßenbahn.
In den Nächten von Freitag auf Samstag und Samstag auf Sonntag sowie an Feiertagen wird mit dem NightLiner ein Nachtbusverkehr angeboten. Das Netz ist sternförmig mit dem Nürnberger Hauptbahnhof als Startpunkt aufgebaut und deckt das Nürnberger Stadtgebiet sowie die wichtigsten Freizeitlokalitäten ab. Insgesamt gibt es 24 Linien, wovon 16 von der VAG betrieben werden, die auch nach Fürth, Erlangen und in den Landkreis Nürnberger Land fahren.

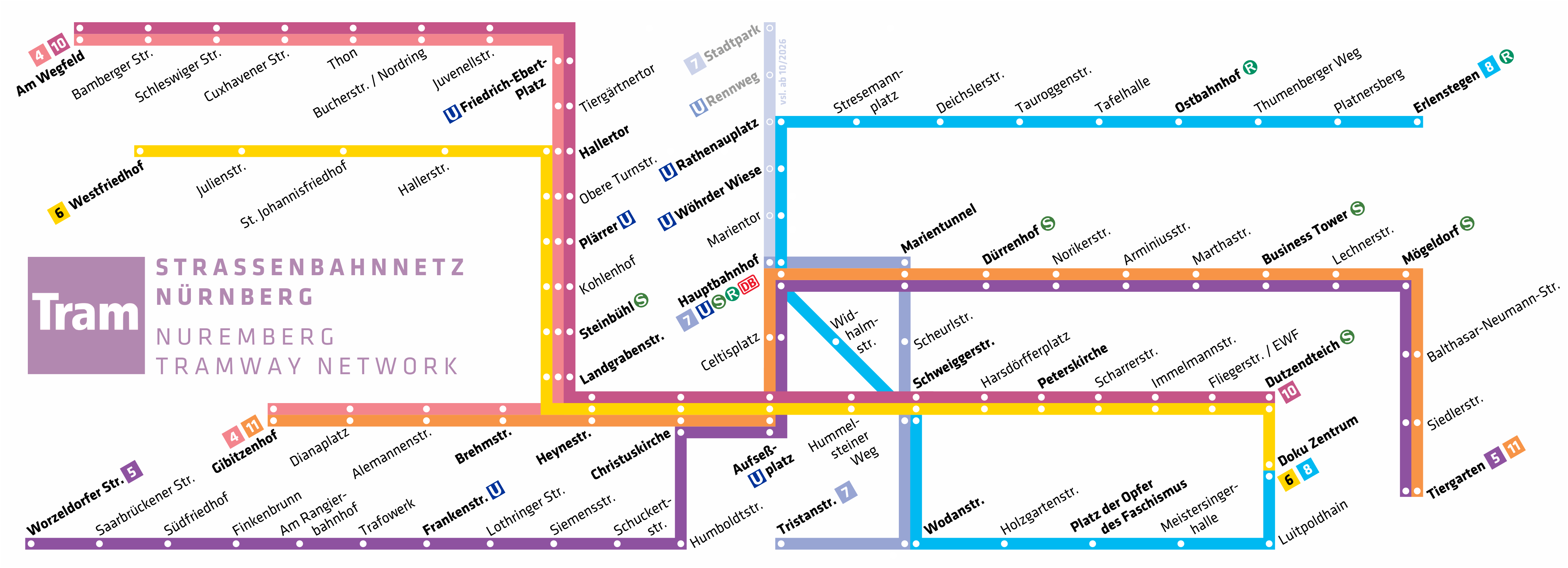
Straßenbahn-Netz Nürnberg

### Straßenbahn

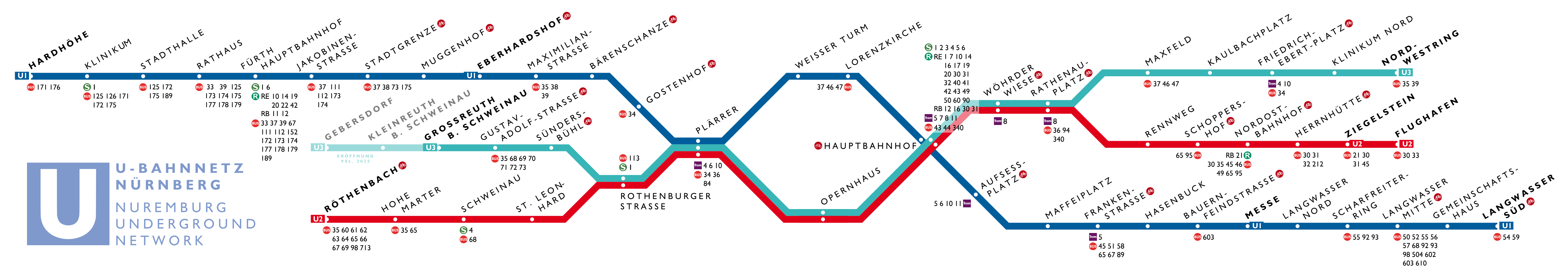
U-Bahn-Netz Nürnberg als Linienband

Die sieben Linien der Nürnberger Straßenbahn verkehren auf einem Netz von 38,4 km Länge. Sie binden die Nürnberger Stadtteile Thon, Erlenstegen, Mögeldorf, Dutzendteich, Falkenheim, Gibitzenhof, Gartenstadt und St. Johannis an die Innenstadt sowie am Plärrer und am Hauptbahnhof an die U-Bahn an. Die Geschichte der Straßenbahn kann im Historischen Straßenbahndepot St. Peter nachvollzogen werden.

### U-Bahn
Das U-Bahn-Netz ist 38,2 km lang und besteht aus drei Linien: die Linie U1 verbindet Langwasser in Nürnbergs Süden mit Fürth, die Linie U2 führt von Röthenbach im Südwesten zum Flughafen im Norden Nürnbergs und die Linie U3 erschließt als Abzweig von der U2 die Stadtteile Großreuth bei Schweinau, Sündersbühl im Westen sowie Gärten hinter der Veste im Norden. Alle drei Linien kreuzen sich am Hauptbahnhof und am Plärrer. Als Taktverstärker verkehrten bis Mai 2017 die Linien U11 und U21, jedoch im Gegensatz zu den Stammlinien auf verkürzten Laufstrecken. Diese früheren Verstärker (U11,U21) werden bis heute noch zur Taktverkürzung zwischen Messe und Eberhardshof eingesetzt. Jedoch werden sie zwecks der Vereinheitlichung ebenfalls U1 bzw. U2 genannt. Seit der Eröffnung der neuen Haltestellen Klinikum Nord und Nordwestring verkehren als Taktverstärker die Linien U1 und U2 mit kürzeren Fahrtstrecken. An einem durchschnittlichen Werktag befördert die U-Bahn deutlich mehr als 440.000 Fahrgäste.

### VAG_Rad

Standorte und Zonen des VAG_Rad

Seit Juni 2019 betreibt die VAG in Kooperation mit Nextbike ein neues Fahrradverleihsystem unter dem Namen VAG Rad. Dieses umfasst aktuell (April 2025) mehr als 112 feste Stationen und eine rund 40 Quadratkilometer große Flexzone im gesamten Innenstadtgebiet innerhalb der Ringstraße, in den Stadtteilen Langwasser und Rangierbahnhof-Siedlung, in den Fürther Stadtteilen Am Stadtpark, Innenstadt, Südstadt und Hardhöhe sowie in den Erlanger Stadtteilen Zentrum, Süd- und Oststadt sowie in Teilen der Nordstadt, wie auch in der Schwabacher Innenstadt. In dieser können die Räder ohne feste Station ausgeliehen und abgegeben werden. Hierbei stehen mehr als 2.500 Räder zur Verfügung. Zudem bietet das System neben den klassischen Fahrrädern an 16 verschiedenen Stationen auch 19 Lastenräder zum Verleih an. Im Februar 2024 wurde das System auch auf die direkten Nachbarstädte Erlangen, Fürth und Schwabach ausgeweitet.